# Deutsche Evangelische Gemeinde Rotterdam
Die Deutsche Evangelische Gemeinde Rotterdam ist eine der drei deutschen evangelischen Auslandskirchengemeinden in den Niederlanden.
Das Bedürfnis zur Bildung einer eigenen evangelischen Kirchengemeinde deutscher Sprache in Rotterdam erwuchs Mitte des 19. Jahrhunderts aus der Seelsorge an deutschen Matrosen, Rheinschiffern, Saisonarbeitern und durchreisenden Auswanderern, die sich dort nach Amerika einschifften. Um diese Gruppe sammelten sich bald auch in Rotterdam ansässige Deutsche, Kaufleute und deutschsprachige Niederländer. Im Dezember 1855 wurde ein Verein für deutsche Innere Mission gegründet. Die Deutsche Evangelische Gemeinde entstand am 26. Februar 1862. Ihr Einzugsgebiet umfasst heute den südlichen Teil der Provinz Zuid-Holland sowie die Provinzen Zeeland und Noord-Brabant.

## Kirchenbau
Gottesdienste fanden in den ersten Jahren in angemieteten Sälen statt. Ein Beschluss des Kirchenrats vom 13. November 1867 zum Kauf eines Baugrundstücks wurde erst unter Pastor R. Greeven (1871–1875) mit dem Ankauf eines Bauplatzes in der Zwarte Paardenstraat umgesetzt. Nach Einrichtung einer Baukommission und Einwerbung von Spendengeldern und Darlehen begann der Bauunternehmer van Wyk & Sonnefeldt in der Amtszeit des Pastors Theodor Umbeck (1875–1882) mit dem Bau nach Plänen des Architekten Jacob van Schaayck. Grundsteinlegung war am 31. Juli 1876, die Einweihung am Pfingstsonntag des folgenden Jahres, dem 20. Mai 1877.
Für die Ausstattung kamen zahlreiche Spenden zusammen, unter anderem wurde die Kanzel durch Prinz Hendrik der Niederlande finanziert. 1881 wurde die Firma Gebr. Oberlinger in Windesheim mit dem Bau einer Orgel beauftragt, die am 10. September 1882 eingeweiht werden konnte. Pfarrer Ernst Wolff (1885–1898), der sich auch um die Gründung der deutschen Schule und um die Aktivierung der Seemannsmission in Rotterdam verdient gemacht hatte, sorgte für die Anschaffung von Kirchenfenstern. Aus weiteren Spendengeldern konnten 1902 eine Nachbildung des „Segnenden Christus“ von Bertel Thorvaldsen, ein neuer Altar, Altarstuhl und eine Altarbalustrade beschafft werden. Das Gemeindemitglied C. Breuning stiftete 1912 eine in der Gießerei Gebr. van Bergen gegossene Glocke und ein elektrisches Läutewerk, das Auswärtige Amt und das Kirchliche Außenamt übernahmen 1938 den größten Teil der Finanzierung einer neuen Orgel, die von der Orgelbaufirma G. F. Steinmeyer & Co. in Oettingen ausgeführt und am 26. März 1939 eingeweiht wurde.
Im Zweiten Weltkrieg wurde die Kirche erheblich beschädigt. Noch während der deutschen Besetzung Rotterdams 1941 wurde die Sicherung und Erweiterung zu einem Gemeindezentrum geplant. Zur Begutachtung des Bauzustandes wurde Otto Bartning herangezogen. Zu einer Umsetzung der Pläne kam es allerdings nicht. Auch nach dem Krieg wurden sie, nicht zuletzt auf Grund der zurückhaltenden Beurteilung durch das Kirchliche Außenamt der EKD, nicht mehr realisiert. Massive Schäden an den Fundamenten machten die Renovierung letztlich unrentabel, so dass der Kirchenrat den Abbruch beschloss. Am 22. Juli 1973 fand der letzte Gottesdienst statt. Seit 1978 finden die Gottesdienste und alle sonstigen Gemeindeveranstaltungen im Gemeindezentrum am ‘s-Gravendijkwal, einem umgebauten Wohnhaus, statt.